# AeroDreams
AeroDreams S.A. es una compañía argentina fabricante de aviones. Originalmente se dedicaban a la reparación de aviones, especialmente los utilizados en la tarea de fumigación.
Su producción se basa en VANT. Su producción se ha exportado con gran éxito a Estados Unidos, Brasil y Chile.

## Productos
- AeroDreams Chi-7 (helicóptero ultraliviano/VANT)[3]
- AeroDreams Strix, (VANT, en producción)[4]
- AeroDreams Petrel
- AeroDreams Ñancú
- AeroDreams ADS-401
- Guardian[5][6][7]